# Équipe de Namibie de cricket

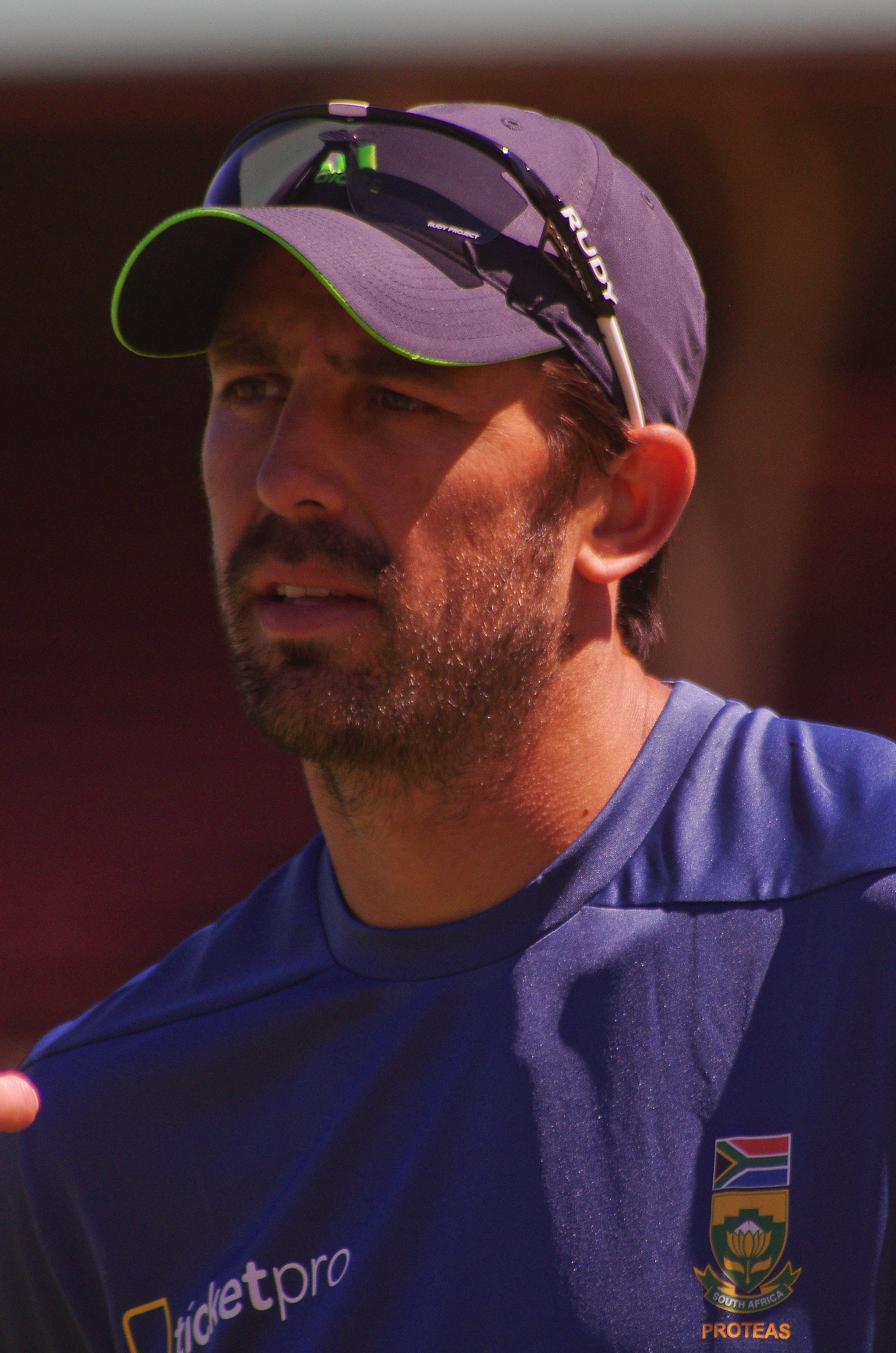
David Wiese, qui a joué dans l'équipe nationale de cricket de la Namibie.

L'Équipe de Namibie de cricket est l'équipe nationale de cricket de la Namibie.

## Palmarès
| Coupe du monde de cricket - 2003 : premier tour |  | ICC Trophy - 1994 : 9e - 1997 : 15e - 2001 : finaliste - 2005 : 7e |